# Nick Young
Nicholas Aaron "Nick" Young (Los Ángeles, California; 1 de junio de 1985) es un jugador de baloncesto estadounidense que se encuentra sin equipo. Con 2,01 metros de estatura, juega en las posiciones de alero y escolta.

## Trayectoria deportiva

### Universidad
Jugó durante tres temporadas con los Trojans de la Universidad de Southern California, en los cuales promedió 15,5 puntos y 5,1 rebotes por partido, con un porcentaje de triples del 44%. En sus dos últimos años fue incluido en el mejor quinteto de su conferencia, la Pac-10. Finalizó su carrera como el sexto máximo anotador de todos los tiempos de la USC.

#### Estadísticas
| Año     | Equipo | PJ | PT | MPP  | %TC  | %3P  | %TL  | RPP | APP | ROB | TPP | PPP  |
| ------- | ------ | -- | -- | ---- | ---- | ---- | ---- | --- | --- | --- | --- | ---- |
| 2004–05 | USC    | 29 | 24 | 25.7 | .441 | .315 | .644 | 4.1 | 1.3 | .8  | .3  | 11.1 |
| 2005–06 | USC    | 30 | 30 | 33.9 | .467 | .333 | .801 | 6.6 | 1.6 | 1.0 | .2  | 17.3 |
| 2006–07 | USC    | 37 | 36 | 33.2 | .525 | .440 | .786 | 4.6 | 1.4 | .7  | .3  | 17.5 |
| Total   | Total  | 96 | 90 | 31.1 | .483 | .368 | .764 | 5.1 | 1.4 | .8  | .3  | 15.5 |

### Profesional

#### NBA
Fue elegido en el puesto 16 de la primera ronda del 2007 por Washington Wizards, equipo con el cual firmó contrato en el mes de julio.
Tras cinco temporadas en Washington, el 15 de marzo de 2012, fue traspasado a Los Angeles Clippers en un intercambio entre tres equipos.
El 12 de julio de 2012, Young firmó como agente libre un contrato de un año con Philadelphia 76ers.
El 11 de julio de 2013, firmó con Los Angeles Lakers, con un contrato por un año y una opción de renovar por un segundo año por parte del jugador. En verano de 2014, decidió convertirse en agente libre, siendo a los pocos días reclutado de nuevo por los Lakers, firmando un contrato de 4 temporadas y 21,5 millones de dólares.
Tras cuatro temporadas en Los Ángeles, el 7 de julio de 2017, firma con los Golden State Warriors, donde se convirtió en Campeón de la NBA en 2018. Al acabar ese año se convirtió en agente libre sin restricciones.
El 10 de diciembre de 2018, Young firma con Denver Nuggets. Tras solo 4 partidos, el 30 de diciembre, es cortado por los Nuggets.

#### Asia
Después de un año sin jugar, el 28 de diciembre de 2020, decide firmar con los Zhejiang Lions de la CBA china, pero nunca llegó a debutar.
El 10 de enero de 2023 se unió al Strong Group de Filipinas, con el cual disputó el Dubai International Basketball Championship de ese año, donde su equipo quedó eliminado antes de alcanzar las semifinales.
El 26 de septiembre de 2023 firma con los Macau Black Bears para disputar el TAT (The Asian Tournament), pero el torneo fue cancelado.

## Estadísticas de su carrera en la NBA
|  | Denota temporada en la que ganó un Campeonato de la NBA |

### Temporada regular
| Año     | Equipo        | PJ  | PT  | MPP   | %TC  | %3P  | %TL  | RPP | APP | ROB | TPP | PPP  |
| ------- | ------------- | --- | --- | ----- | ---- | ---- | ---- | --- | --- | --- | --- | ---- |
| 2007-08 | Washington    | 75  | 2   | 15.4  | .439 | .400 | .815 | 1.5 | .8  | .5  | .1  | 7.5  |
| 2008-09 | Washington    | 82  | 5   | 22.16 | .444 | .341 | .850 | 1.8 | 1.2 | .5  | .2  | 10.9 |
| 2009-10 | Washington    | 74  | 23  | 19.2  | .418 | .406 | .800 | 1.4 | .6  | .4  | .1  | 8.6  |
| 2010-11 | Washington    | 64  | 40  | 31.8  | .441 | .387 | .816 | 2.7 | 1.2 | .7  | .3  | 17.4 |
| 2011-12 | Washington    | 40  | 32  | 30.3  | .406 | .371 | .862 | 2.4 | 1.1 | .8  | .3  | 16.6 |
| 2011-12 | L.A. Clippers | 22  | 3   | 23.5  | .394 | .353 | .821 | 1.6 | .5  | .6  | .3  | 9.7  |
| 2012-13 | Philadelphia  | 59  | 17  | 23.9  | .413 | .357 | .820 | 1.8 | 1.4 | .6  | .2  | 10.6 |
| 2013-14 | L.A. Lakers   | 64  | 9   | 28.3  | .435 | .386 | .825 | 2.6 | 1.5 | .7  | .2  | 17.9 |
| 2014-15 | L.A. Lakers   | 42  | 0   | 23.8  | .366 | .369 | .892 | 2.3 | 1.0 | .5  | .3  | 13.4 |
| 2015-16 | L.A. Lakers   | 54  | 2   | 19.1  | .339 | .325 | .829 | 1.8 | .6  | .4  | .1  | 7.3  |
| 2016-17 | L.A. Lakers   | 60  | 60  | 25.9  | .430 | .404 | .856 | 2.3 | 1.0 | .6  | .2  | 13.2 |
| 2017-18 | Golden State  | 80  | 8   | 17.4  | .412 | .377 | .862 | 1.6 | .5  | .5  | .1  | 7.3  |
| 2018-19 | Denver        | 4   | 0   | 9.3   | .333 | .375 | .000 | .3  | .5  | .0  | .3  | 2.3  |
| Total   | Total         | 720 | 201 | 22.8  | .418 | .376 | .836 | 2.0 | 1.0 | .5  | .2  | 11.4 |

### Playoffs
| Año   | Equipo        | PJ | PT | MPP  | %TC  | %3P  | %TL  | RPP | APP | ROB | TPP | PPP |
| ----- | ------------- | -- | -- | ---- | ---- | ---- | ---- | --- | --- | --- | --- | --- |
| 2008  | Washington    | 4  | 0  | 4.3  | .111 | .000 | .750 | .5  | .3  | .5  | .0  | 1.3 |
| 2012  | L.A. Clippers | 11 | 0  | 18.2 | .433 | .515 | .889 | 1.1 | .3  | .3  | .4  | 8.3 |
| 2018  | Golden State  | 20 | 2  | 10.3 | .302 | .298 | .750 | .6  | .2  | .1  | .0  | 2.6 |
| Total | Total         | 35 | 2  | 12.1 | .357 | .378 | .833 | .7  | .2  | .2  | .1  | 4.2 |

## Vida personal
Nick es el hijo de Charles y Mae Young. Creció en Los Ángeles junto a sus cuatro hermanos. Su hermano mayor, Charles Jr., fue asesinado cuando Nick tenía cinco años.
Young ha tenido una relación intermitente con su novia del instituto, Keonna Green, desde 2002. Tienen 3 hijos, dos niños nacidos en 2012 y 2019, y una niña nacida en 2016.
A pesar de eso, Young estuvo saliendo con la rapera australiana Iggy Azalea, quienes anunciaron su compromiso el 1 de junio de 2015. Pero un año después, Azalea rompe el compromiso tras la publicación de un vídeo en el que Young tenía un 'affair' con otra mujer. Tras eso, Keonna Green confirmó que estaba embarazada de su segunda hija con Young.
Young es primo del también jugador de baloncesto Kevon Looney, que fueron compañeros en los Warriors en la temporada 2017–18. También es primo del rapero Kendrick Lamar.

### Presencia en los medios de comunicación
Protagonizó el documental Second Chance Season -estrenado en 2007-, donde se narra su historia familiar y su ascenso como estrella del baloncesto juvenil.
Una captura de pantalla de un video que subió a su canal de YouTube en octubre de 2014 terminó convirtiéndose en un popular meme de la cultura de Internet global. En el mismo se muestra la cara de Young con un gesto de perplejidad y unos signos de interrogación a su alrededor.
El 10 de septiembre de 2022 participó de una pelea de boxeo de exhibición contra Malcolm Minikon, un creador de contenidos de TikTok. El duelo tuvo lugar en el marco del evento Social Gloves 2 y participaron otras celebridades de las redes sociales digitales.